# مقاطعة أرمسترونغ (بنسلفانيا)
مقاطعة أرمسترونغ (بالإنجليزية: Armstrong County, Pennsylvania)‏ هي إحدى مقاطعات ولاية بنسلفانيا في الولايات المتحدة. بلغ عدد سكانها 68941 نسمة في عام 2010 حسب إحصاء مكتب تعداد الولايات المتحدة.

## أعلام
- إدغار ويلسون
- جون كيلسو أورموند
- روبرت كينغستون سكوت
- نيللي بلي

## وصلات خارجية
- www.co.armstrong.pa.us